# The Karaoke Album
The Karaoke Album är ett instrumentalt album från Gamma Ray. Det släpptes 1997.

## Låtar på albumet
1. "Beyond the Black Hole"
2. "Men, Martians and Machines"
3. "Valley of the Kings"
4. "Somewhere Out in Space"
5. "Shine On"
6. "Space Eater"
7. "Abyss of the Void"
8. "Man on a Mission"
9. "Time to Break Free"
10. "Heading for Tomorrow"